# Anna Dodge
Anna Dodge (River Falls, 18 ottobre 1867 – Los Angeles, 4 maggio 1945) è stata un'attrice statunitense del cinema muto, accreditata anche con il nome da sposata di Anna Hernandez.

## Biografia
Era sposata all'attore George Hernandez (1863-1922). Nella sua carriera, iniziata nel 1911 alla Selig Polyscope, prese parte a quasi 150 film, in gran parte cortometraggi muti in uno o due rulli. Attrice caratterista, all'avvento del sonoro proseguì ancora per qualche tempo la sua carriera, fino al 1933.
Anna Dodge morì a Los Angeles all'età di 77 il 4 maggio 1945 a causa di una polmonite.

## Filmografia

### 1911
- The Still Alarm, regia di Francis Boggs – cortometraggio (1911)
- The Herders, regia di Francis Boggs – cortometraggio (1911)
- Stability vs. Nobility, regia di Hobart Bosworth – cortometraggio (1911)
- Where There's a Will, There's a Way, regia di Francis Boggs – cortometraggio (1911)
- Range Pals, regia di Francis Boggs – cortometraggio (1911)
- Told in the Sierras, regia di Francis Boggs – cortometraggio (1911)
- A Sacrifice to Civilization, regia di Hobart Bosworth – cortometraggio (1911)
- The White Medicine Man, regia di Francis Boggs – cortometraggio (1911)
- The Craven Heart, regia di Francis Boggs – cortometraggio (1911)
- It Happened in the West, regia di Hobart Bosworth – cortometraggio (1911)
- The Old Captain – cortometraggio (1911)
- Slick's Romance, regia di Francis Boggs – cortometraggio (1911)
- Their Only Son, regia di Francis Boggs – cortometraggio (1911)
- The Regeneration of Apache Kid, regia di Francis Boggs – cortometraggio (1911)
- The Blacksmith's Love, regia di Francis Boggs – cortometraggio (1911)
- Saved from the Snow, regia di Hobart Bosworth – cortometraggio (1911)
- How Algy Captured a Wild Man, regia di Francis Boggs – cortometraggio (1911)
- A Cup of Cold Water, regia di Hobart Bosworth – cortometraggio (1911)
- Shipwrecked, regia di Francis Boggs – cortometraggio (1911)
- Out-Generaled, regia di Francis Boggs – cortometraggio (1911)
- Making a Man of Him, regia di Francis Boggs – cortometraggio (1911)
- On Separate Paths, regia di Francis Boggs – cortometraggio (1911)
- Little Injin, regia di Hobart Bosworth – cortometraggio (1911)
- The Coquette, regia di Francis Boggs – cortometraggio (1911)
- Old Billy, regia di Francis Boggs – cortometraggio (1911)
- Lieutenant Grey of the Confederacy, regia di Francis Boggs – cortometraggio (1911)
- In the Days of Gold, regia di Hobart Bosworth e F.E. Montgomery – cortometraggio (1911)
- The Right Name, But the Wrong Man, regia di Frank Montgomery – cortometraggio (1911)
- A Diamond in the Rough, regia di Francis Boggs – cortometraggio (1911)
- A Frontier Girl's Courage, regia di Hobart Bosworth e Frank Montgomery – cortometraggio (1911)
- The Little Widow, regia di Francis Boggs – cortometraggio (1911)

### 1912

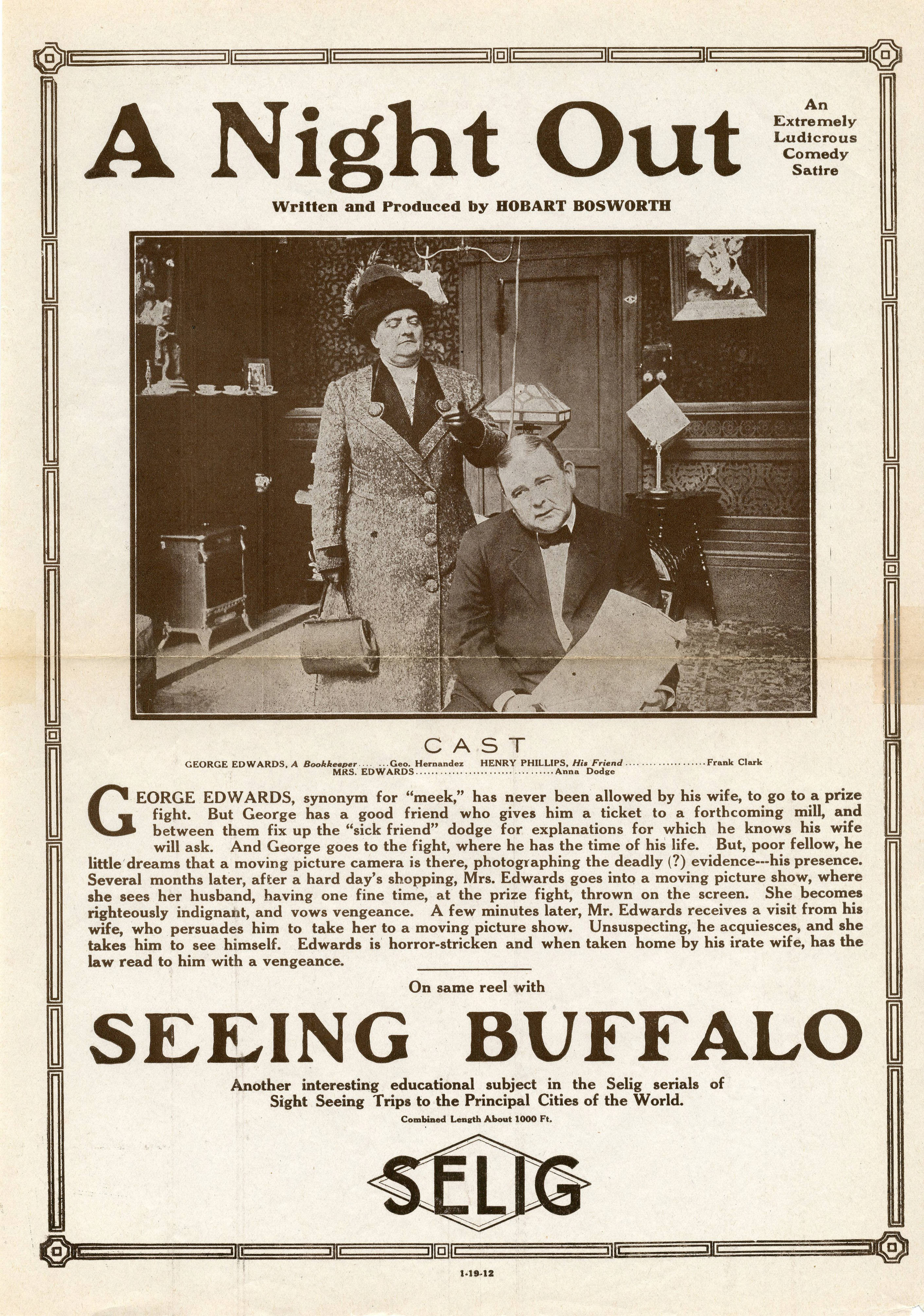
Pubblicità di A Night Out (1912)

- The Peacemaker, regia di Francis Boggs (1912)
- The Secret Wedding, regia di Frank Montgomery – cortometraggio (1912)
- Merely a Millionaire, regia di Hobart Bosworth – cortometraggio (1912)
- A Night Out, regia di Hobart Bosworth – cortometraggio (1912)
- A Mysterious Gallant, regia di Frank Montgomery – cortometraggio (1912)
- Disillusioned, regia di Hobart Bosworth – cortometraggio (1912)
- The Danites, regia di Francis Boggs – cortometraggio (1912)
- The Shrinking Rawhide, regia di Frank Montgomery – cortometraggio (1912)
- A Crucial Test, regia di Frank Montgomery – cortometraggio (1912)
- Bounder, regia di Colin Campbell – cortometraggio (1912)
- The 'Epidemic' in Paradise Gulch, regia di Frank Montgomery – cortometraggio (1912)
- The Junior Officer, regia di Frank Montgomery – cortometraggio (1912)
- Tenderfoot Bob's Regeneration, regia di Frank Montgomery – cortometraggio (1912)
- The End of the Romance, regia di Frank Montgomery – cortometraggio (1912)
- The New Woman and the Lion, regia di Colin Campbell – cortometraggio (1912)
- The Price He Paid, regia di Colin Campbell – cortometraggio (1912)
- The Love of an Island Maid, regia di Colin Campbell – cortometraggio (1912)
- The Professor's Wooing, regia di Colin Campbell – cortometraggio (1912)
- In Exile, regia di Fred Huntley – cortometraggio (1912)
- The Girl and the Cowboy, regia di Fred Huntley – cortometraggio (1912)
- A Messenger to Kearney, regia di Fred Huntley – cortometraggio (1912)
- Land Sharks vs. Sea Dogs, regia di Hobart Bosworth – cortometraggio (1912)
- The Indelible Stain, regia di Colin Campbell – cortometraggio (1912)
- The Substitute Model, regia di Hobart Bosworth – cortometraggio (1912)
- The Great Drought, regia di Colin Campbell – cortometraggio (1912)
- Euchred, regia di Colin Campbell – cortometraggio (1912)
- The Shuttle of Fate, regia di Colin Campbell – cortometraggio (1912)
- A Sad Devil, regia di Colin Campbell – cortometraggio (1912)
- The Fisherboy's Faith, regia di Colin Campbell – cortometraggio (1912)
- Saved by Fire, regia di Lem B. Parker – cortometraggio (1912)
- Kings of the Forest, regia di Colin Campbell – cortometraggio (1912)
- Shanghaied, regia di Colin Campbell – cortometraggio (1912)
- The Vintage of Fate, regia di Lem B. Parker – cortometraggio (1912)
- The Girl of the Mountain, regia di Harry McRae Webster – cortometraggio (1912)
- Harbor Island, regia di Lem B. Parker – cortometraggio (1912)

### 1913
- The Story of Lavinia, regia di Colin Campbell – cortometraggio (1913)
- The Old Clerk, regia di Henry MacRae – cortometraggio (1913)
- Hiram Buys an Auto, regia di Colin Campbell – cortometraggio (1913)
- The Lonely Heart, regia di Fred Huntley – cortometraggio (1913)
- The Redemption of Railroad Jack, regia di E.A. Martin – cortometraggio (1913)
- The Tide of Destiny, regia di Lem B. Parker – cortometraggio (1913)

### 1914
- Unto the Third and Fourth Generation, regia di Edward LeSaint – cortometraggio (1914)
- Pietro the Pianist, regia di E.A. Martin – cortometraggio (1914)
- Jim, regia di Francis J. Grandon – cortometraggio (1914))

### 1915
- Mrs. Murphy's Cooks, regia di Tom Mix – cortometraggio (1915)
- The Rosary, regia di Colin Campbell (1915)
- The Circular Staircase, regia di Edward LeSaint (1915)
- The Chronicles of Bloom Center, regia di Marshall Neilan - serial cinematografico (1915)
- The Run on Percy, regia di Sidney Smith – cortometraggio (1915)

### 1916
- Hoodoo Ann
- Corporal Billy's Comeback
- The Timber Wolf, regia di George Cochrane (1916)

### 1917
- Polly Put the Kettle On
- Never Too Old to Woo
- The Smoldering Spark, regia di Colin Campbell  – cortometraggio (1917)
- A Midnight Mystery
- The Girl in the Garret
- Money and Mystery
- Busting Into Society
- The Devil Dodger
- When Liz Lets Loose
- Indiscreet Corinne, regia di John Francis Dillon (1917)
- Until They Get Me
- Framing Framers, regia di Ferris Hartman o Henri D'Elba (1917)

### 1918
- Without Honor, regia di E. Mason Hopper (1918)
- La scelta di Betty (Betty Takes a Hand), regia di John Francis Dillon (1918)
- The Flames of Chance
- The Shoes That Danced
- Heiress for a Day
- Nancy Comes Home
- Mr. Briggs Closes the House
- The Lonely Woman
- The Last Rebel, regia di Gilbert P. Hamilton (1918)
- Oh! Man!, regia di Allen Curtis (1918)

### 1919
- Home Run Bill (1919)
- Hearts Asleep
- Leave It to Susan

### 1920
- The Gift Supreme
- L'uomo dal coltello a serramanico (The Jack-Knife Man), regia di King Vidor (1920)
- Darling Mine
- An Amateur Devil
- Seeing It Through

### 1921
- The Servant in the House
- The Rowdy, regia di David Kirkland (1921)
- Molly O'
- The Room of Death

### 1922
- The Kentucky Derby, regia di King Baggot (1922)
- The Pride of Palomar

### 1923
- The Town Scandal
- The Extra Girl

### 1924
- La spada della legge (Name the Man), regia di Victor Sjöström (1924)
- Ride for Your Life
- The Law Forbids
- Black Oxfords

### 1925
- Honeymoon Hardships

### 1926
- The Fighting Tailor
- Saturday Afternoon, regia di Harry Edwards (1926)
- A Yankee Doodle Duke

### 1927/1929
- Fiddlesticks
- The Girl from Everywhere
- The Big Palooka

### 1930
- He Trumped Her Ace
- Radio Kisses
- Fat Wives for Thin
- Midnight Daddies

### 1931
- The Bride's Mistake
- Ex-Sweeties
- The Albany Branch
- The Fainting Lover
- The Cannonball
- Speed, regia di Mack Sennett – cortometraggio (1931)
- Half Holiday

### 1932
- Lady! Please!
- Speed in the Gay Nineties
- Jimmy's New Yacht
- For the Love of Ludwig
- The Singing Plumber

### 1933
- Knockout Kisses